# Riva (Venecia)

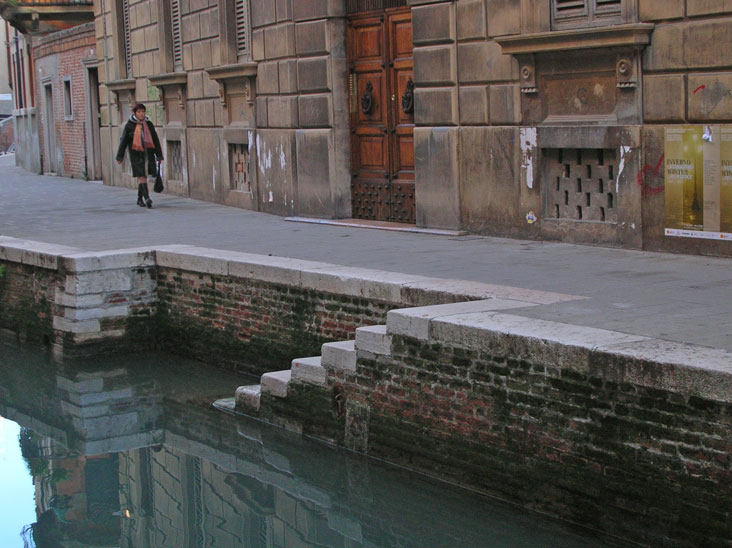
Riva con escalones dispuestos paralelamente al rio.

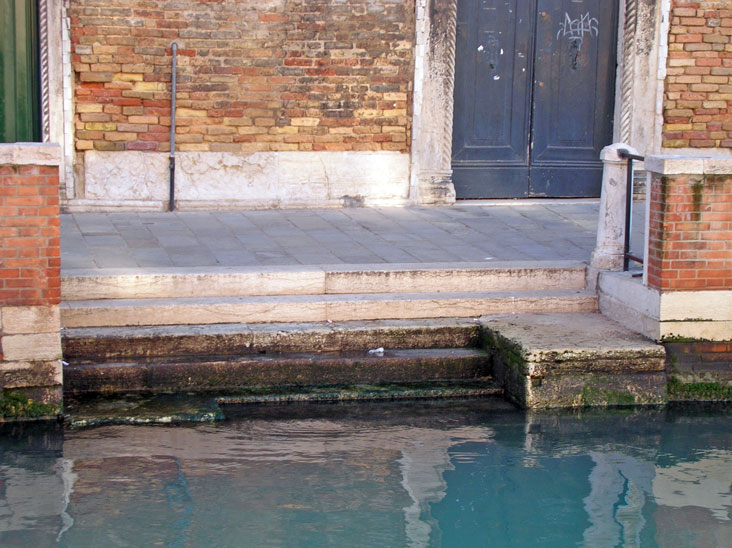
Riva con escalones dispuestos perpendicularmente al rio.

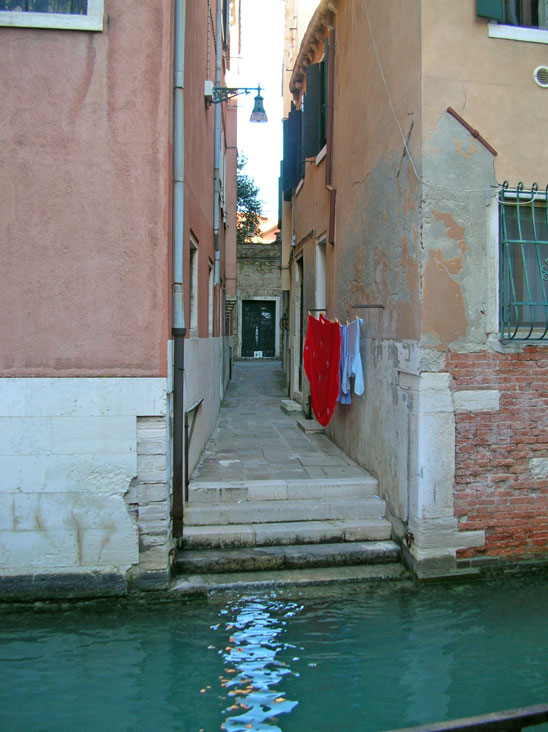
Riva que termina una calle.

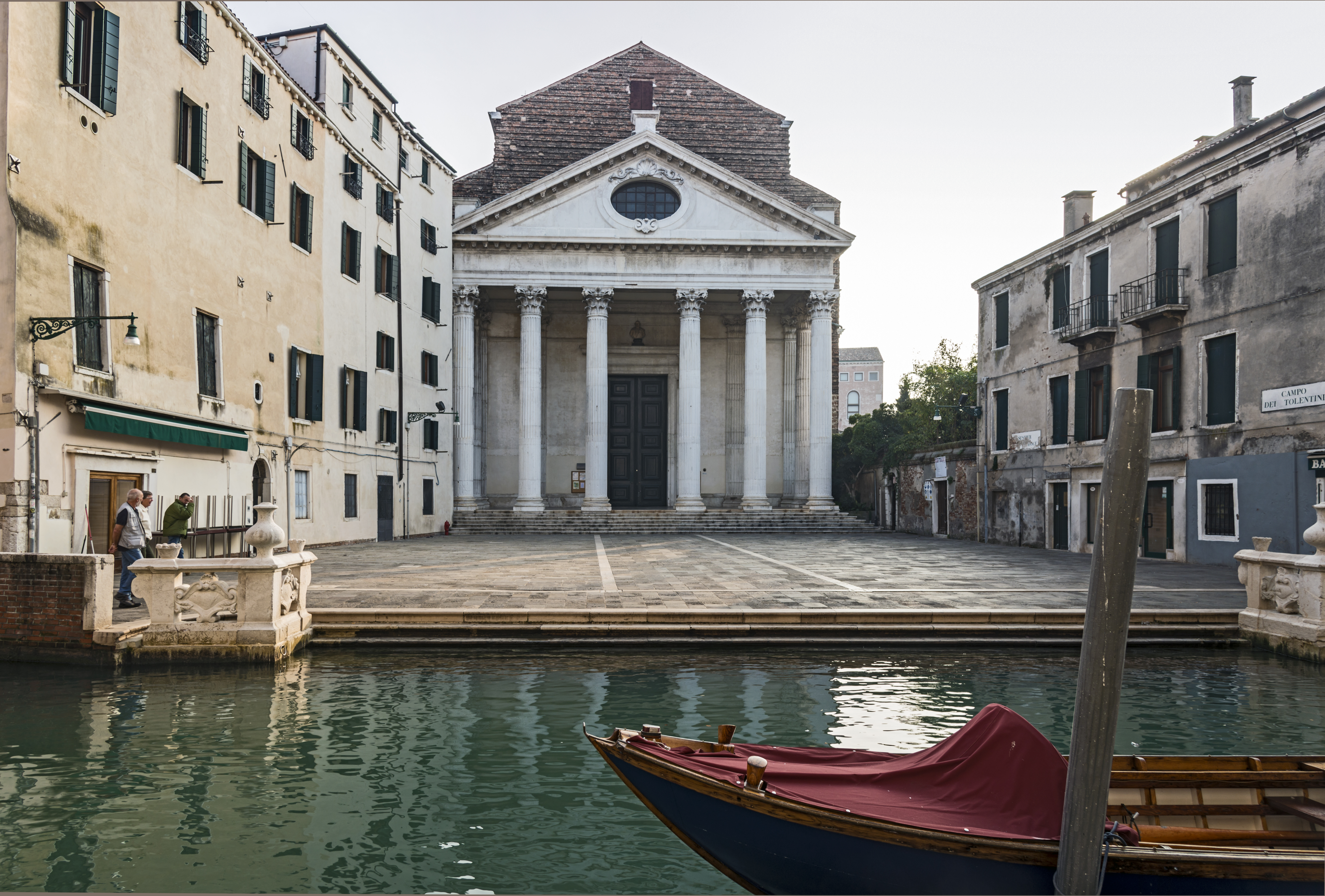
Riva monumental frente a la iglesia de los Tolentini.

La riva (en plural, rive) es un elemento característico del urbanismo de Venecia, Italia.

## Riveportuarias
En la toponimia de la ciudad el término riva está reservado a las fondamente que bordean el Gran Canal y la cuenca de San Marcos. En los tiempos de la República de Venecia las rive actuales eran muelles para el atraque de las naves mercantiles que comerciaban en la cuenca del Mediterráneo. Por este motivo las rive se caracterizan por una anchura mucho mayor respecto a la de las fondamente ordinarias y no tienen barandillas.
Las rive más famosas son la Riva di Biasio o di Biagio, la Riva del Vin y la Riva del Carbón a lo largo del Gran Canal; y la Riva degli Schiavoni y la Riva dei Sette Martiri a lo largo de la cuenca de San Marcos.

## Rivede amarre
El término riva se usa también para designar los amarres situados a lo largo de las orillas de los rii. Habitualmente se trata de pequeñas escalinatas realizadas en piedra de Istria que terminan directamente en el agua, cuyo objetivo es facilitar el acceso a las embarcaciones en las diferentes condiciones de marea. Con frecuencia las escalinatas de las rive están dotadas de un escalón-plataforma situado aproximadamente a mitad de la escalera para facilitar las operaciones de carga y descarga de bienes y la subida y el descenso de los pasajeros de las embarcaciones que atracan allí.
Hay tres tipos de rive:
- la riva con escalones paralelos al curso del rio
- la riva con escalones perpendiculares al curso del rio
- la riva que termina una calle o un sotoportego que conduce hacia el agua

Las rive con escalones perpendiculares se han aprovechado también por motivos arquitectónicos, para resaltar o dar monumentalidad a la iglesia o al palacio frente al que están situados. Ejemplos típicos de este uso, práctico y decorativo al mismo tiempo, son las rive frente a la iglesia de los Jesuatos, frente a la Basílica de Santa Maria della Salute y frente a la iglesia de los Tolentini.